# Linia kolejowa Środa Śląska – Środa Śląska Rynek
Linia kolejowa Środa Śląska – Środa Śląska Rynek (Kolejka Średzka, niem. Neumarkter Kleinbahn) – rozebrana, jednotorowa, niezelektryfikowana linia kolejowa, łącząca w przeszłości stację Środa Śląska, położoną na peryferiach nieopodal wsi Szczepanów z centrum miasta.

## Przebieg

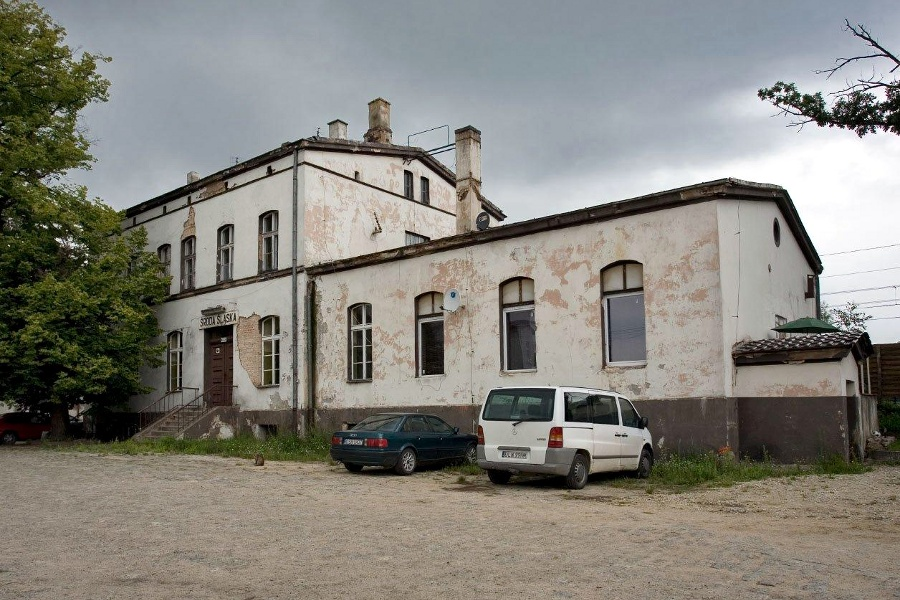
Linia rozpoczynała swój bieg na placu przed dworcem Środa Śląska.

Linia prowadząca do centrum Środy Śląskiej rozpoczynała się mijanką na placu przed dworcem Środa Śląska, nieposiadając własnego, odrębnego budynku. Tory wychodziły ze stacji w kierunku Legnicy biegnąc początkowo wzdłuż linii kolejowej Wrocław – Berlin, odbijając następnie po nasypie szerokim łukiem na południowy zachód, na dwuprzęsłowy, belkowy most na Średzkiej Wodzie. Za mostem, linia przybliża się do drogi Szczepanów — Środa Śląska, fragmentarycznie biegnąc płytkim przekopem. Na obszarze miasta linia prowadziła wśród zabudowań do stacji Środa Śląska Miejska, dalej zaś, 700 metrów w kierunku Ratusza tory prowadziły jezdnią ulicy Legnickiej i placem Wolności (średzki rynek), podobnie do torowiska tramwajowego. Linia kończyła się pierwotnie przed średzkim ratuszem, torem głównym i krótkim torem bocznym, zakończonymi kozłami oporowymi. Odcinek miejski rozebrano w 1939 roku.

## Historia

### Geneza
Kolej dotarła w pobliże Środy Śląskiej w 1844 roku, podczas budowy przez Kolej Dolnośląsko-Marchijską pierwszego odcinka trasy Wrocław – Berlin. Stacja Środa Śląska (niem. Neumarkt) była jednym z pierwszych sześciu punktów handlowych na odcinku Wrocław – Legnica.
Mimo nazwy, stacja Środa Śląska była oddalona o 4 kilometry od miasta. Ponieważ priorytetem przy budowie linii do Berlina było zapewnienie transportu węgla kamiennego ze śląskich kopalni w głąb Prus, tory poprowadzono w terenie bardziej płaskim, dążąc do możliwie najkorzystniejszego zbliżenia się do portu rzecznego w Malczycach. Położone 10 metrów wyżej niż trasowana linia miasto, ulokowane w średniowieczu w sposób charakterystyczny dla starych osad na wzniesieniu, pozostało w ten sposób na uboczu powstałej magistrali kolejowej.
Niekorzystne położenie stacji kolejowej względem miasta z biegiem lat stało się powodem stagnacji gospodarczej. W latach dwudziestych XX w. samorząd postanowił temu zaradzić, wykorzystując podczas kryzysu gospodarczego środki z pomocy dla wschodnich regionów Niemiec do budowy kolei dojazdowej.

### Budowa
Linia powstała na mocy pruskiej „Ustawy o kolejkach i bocznicach prywatnych” z 1892 roku (niem. Gesetz über Kleinbahnen und Privatanschlußbahnen), dzięki której na ziemiach niemieckich powstały liczne kolejki dojazdowe (często wąskotorowe), natomiast w miastach i miejscowościach do nich przyległych – sieci tramwajowe. Budowę powierzono wrocławskiej firmie Smoschewer & Co., specjalizującej się w budowie kolejek polowych. Prace trwały cztery lata, od 1923 do 1926 roku. Wybudowano wówczas mierzącą 4,15 km linię normalnotorową, z zapleczem przy stacji Środa Śląska Miejska i torami odstawczymi na krańcach w Rynku i przy dworcu kolei państwowej. W międzyczasie, 8 września 1925 roku powołano spółkę Neumarkter Kleinbahn AG, która zajęła się eksploatacją kolejki.

### Eksploatacja
Linia została otwarta 26 lipca 1926 r na całej długości, posiadając początkowo przystanki przy dworcu kolei państwowej, tzw. polnym zameczku, stację z dworcem miejskim, lokomotywownią i magazynem towarowym oraz przystanek końcowy w Rynku. Załoga obsługująca kolejkę liczyła dziesięć osób. Kolejka posiadała dwa (od 1928 r. trzy) wagony spalinowe, jeden wagon osobowy, bagażowy oraz dwa wagony towarowe i parowóz. Pociągi towarowe kursowały między stacją kolei państwowej a Środą Śląską Miasto. Pociągi osobowe kursowały dalej, torowiskiem biegnącym ulicami miasta do przystanku przed ratuszem.
Pierwsze wagony spalinowe zostały wyprodukowane specjalnie dla kolejki średzkiej przez zakłady Deutsche Werke (DWK) w Kilonii w 1923 r. Były to pojazdy czteroosiowe, napędzane benzolem. Wagony te, wyglądem przypominające tramwaje, posiadając opływowo ścięte i pochylone ściany czołowe, wyróżniały się wówczas oryginalną, nowoczesną sylwetką. Potocznie, maszyny te były nazywane Spitzmäuse, co bywa tłumaczone jako Mysie Pyszczki. W 1933 roku dokonano drobnej modernizacji wagonów, modyfikując czołowe okna i zderzaki oraz zmieniając malaturę z dotychczasowej, oliwkowej, na kremowo-żółtą.
Przejazd linią z dworca Deutsche Reichsbahn do średzkiego rynku trwał 13 minut. Rozkład jazdy był dostosowany do przyjazdów kolei państwowej i początkowo zawierał nawet 16 par połączeń na dobę.

### Kryzys

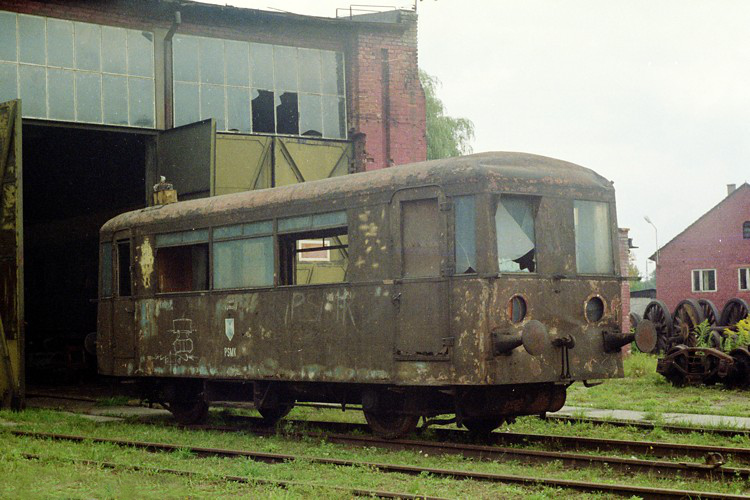
Zachowany wagon motorowy VT-10 stacjonujący w Parowozowni w Skierniewicach. Analogiczny pojazd obsługiwał przewozy pasażerskie na kolejce średzkiej w latach 1935-1936.

Wielki kryzys gospodarczy lat trzydziestych odbił się na wynikach finansowych kolejki. Podczas gdy początkowo kolejka przewoziła rocznie do 175 tysięcy osób, w latach 30. XX przewozy spadły do ok. 100 tysięcy osób rocznie, nie gwarantując rentowności przewozów. W 1935 r. wagony DWK sprzedano innym kolejom, wprowadzając w ich miejsce do eksploatacji wagon spalinowy VT-10 produkcji zgorzeleckich zakładów WUMAG. Rok później, 4 listopada 1936 r. zrezygnowano z przewozów pasażerskich, wprowadzając komunikację autobusową. Odcinek torowiska biegnący ulicami Środy Śląskiej, od dworca miejskiego przed ratusz, rozebrano w 1939 roku.
Na zachowanym odcinku nadal prowadzono przy użyciu parowozu przewozy towarowe, które były jednak niewielkie, rzędu 10–20 tys. ton rocznie. W czasie II wojny światowej, w dni świąteczne uruchamiano pociągi mieszane.

### Lata powojenne i likwidacja kolejki
Tuż po wojnie, dawna kolejka średzka nie funkcjonowała. Z powodu nierentowności, połączenia z dworcem Środa Śląska w latach 1948-1949 zapewniały autobusy PKS. Polskie Koleje Państwowe wznowiły przewozy pasażerskie w październiku 1949 r.
Linia ze Środy Śląskiej do Środy Śląskiej Miejskiej, jako linia o charakterze bocznicowym, straciła na znaczeniu wraz z rozwojem transportu samochodowego. Podobnie jak inne linie tego typu, nie była już remontowana i była eksploatowana do utraty przejezdności. Przewozy ostatecznie zawieszono w 1966 roku. 28 sierpnia 1968 r. zapadła decyzja o rozbiórce linii.